# Helmut Stingl

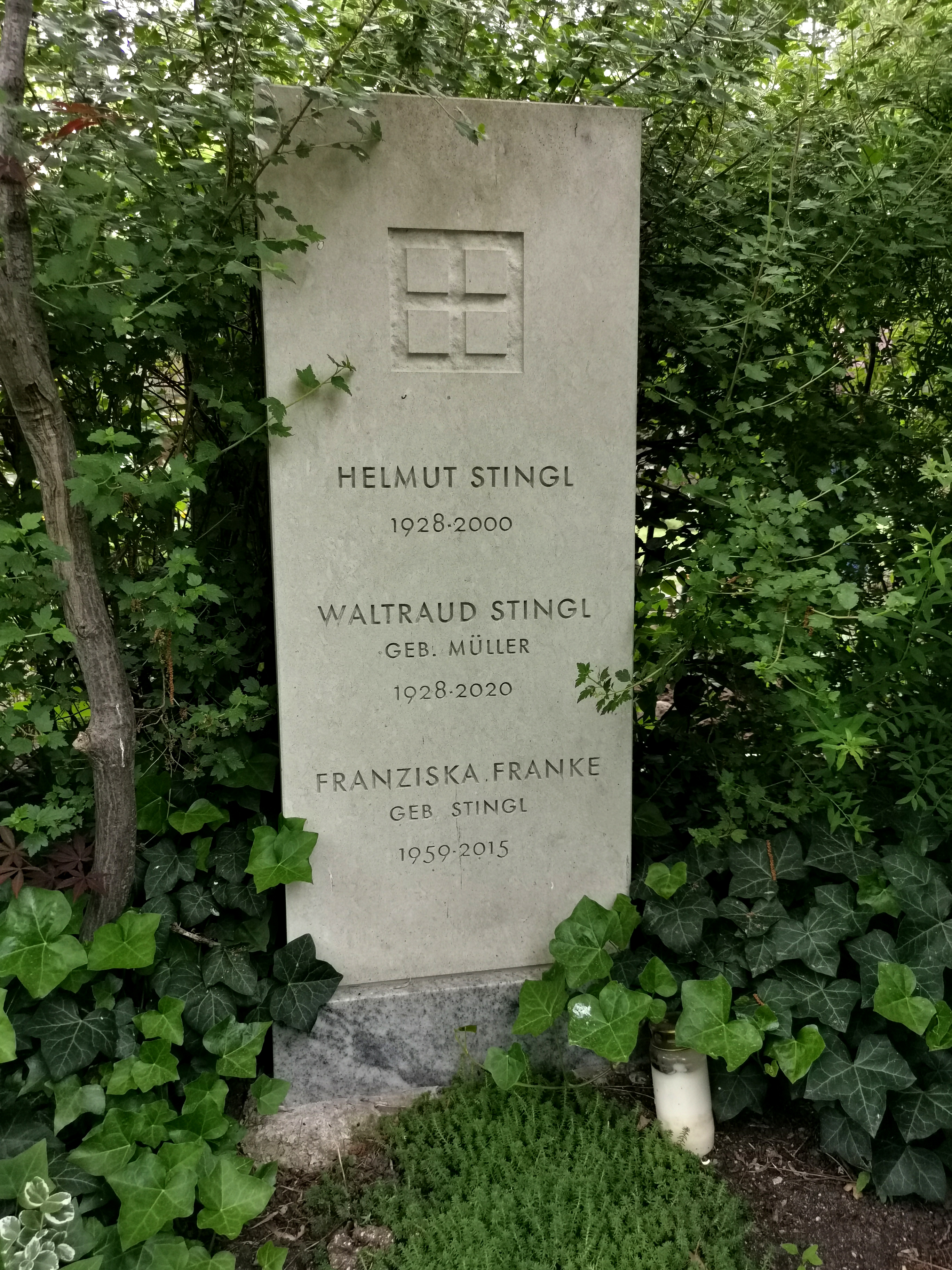
Grab auf dem Friedhof I der Georgen-Parochialgemeinde in Berlin

Helmut Stingl (* 9. Januar 1928 in Losdorf, heute: Ludvíkovice; † 17. Dezember 2000 in Berlin) war ein deutscher Architekt und Stadtplaner in der DDR.

## Leben und Werk

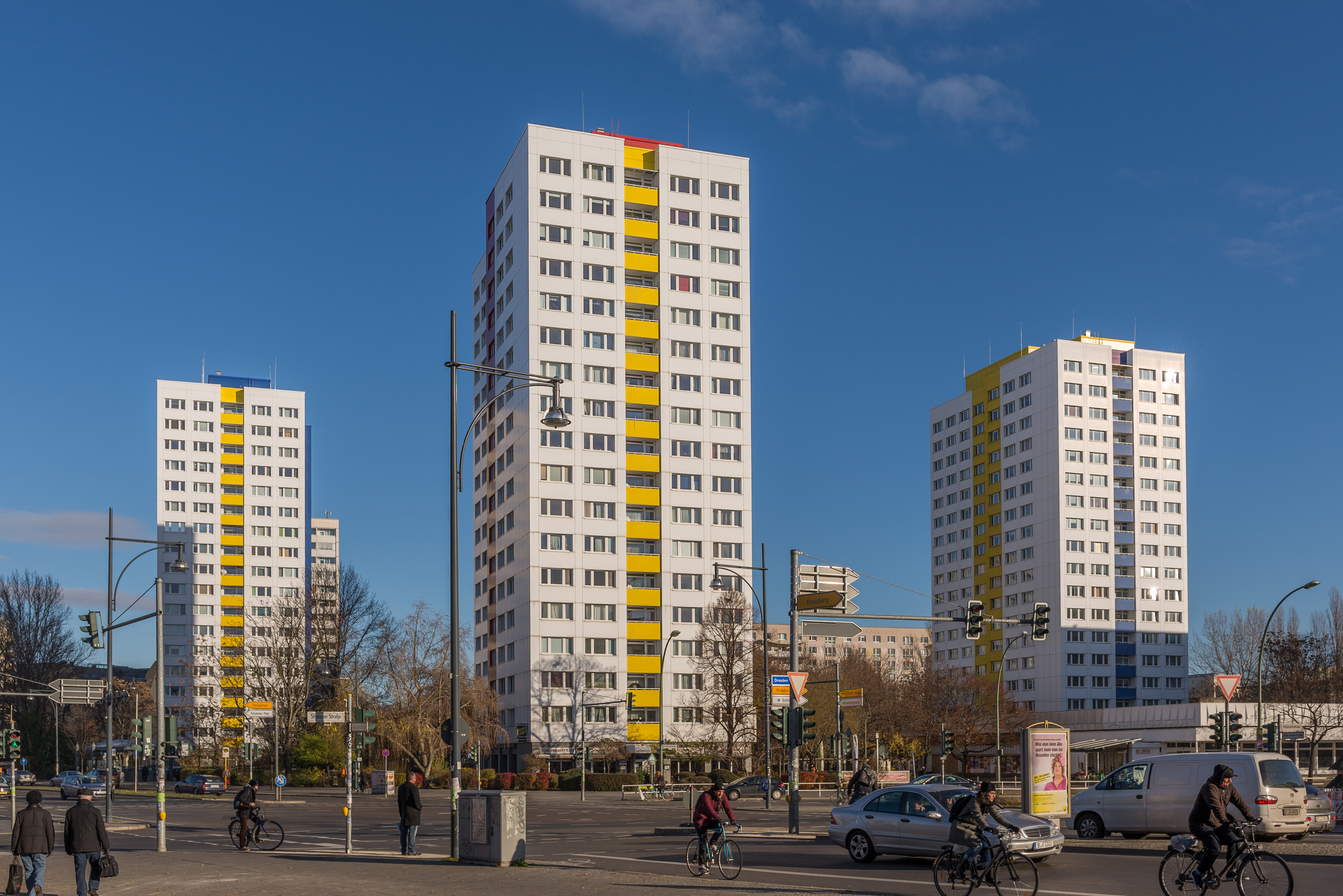
Von Helmut Stingl und Joachim Seifert entworfene Wohngebäude in der Holzmarktstraße (1969–1971), die ersten nach Typ WHH GT 18

Stingl kam aus einer sudetendeutschen Arbeiterfamilie. Nach dem Besuch der Grundschule wurde er als Luftwaffenhelfer zum Kriegshilfsdienst für die Wehrmacht, die das Gebiet seit 1939 annektiert hatte, eingezogen.
Die Familie wurde in der Folge des Zweiten Weltkriegs in die Sowjetische Besatzungszone ausgesiedelt. Stingl besuchte dort bis zum Abitur 1949 die Vorstudienanstalt der Universität Rostock. Dann studierte er bis 1955 an der Technischen Hochschule Dresden (TH) Architektur und schloss als Diplom-Ingenieur ab. Von 1955 bis 1962 arbeitete er am Institut für Städtebau der TH, wo er Assistent von Georg Funk war. In dieser Zeit war er an der Planung der großen Wohngebiete in Hoyerswerda beteiligt. 1959 setzte er sich dafür ein, das Potsdamer Stadtschloss wieder aufzubauen.
Von 1962 bis 1966 war Stingl stellvertretender Abteilungsleiter, dann Abteilungsleiter, im VEB Berlin-Projekt. 1970 promovierte er an der TU Dresden zum Dr. Ing. Von 1985 bis 1990 war er Chefarchitekt im VEB Wohnungsbaukombinat Berlin. Stingl hatte maßgeblichen Anteil an der städtebaulichen und architektonischen Gestaltung Ostberlins. Unter seiner Leitung oder maßgeblichen Mitwirkung entstand eine Anzahl von Projekten, die als besondere städtebauliche oder architektonische Leistungen gelten dürfen. U. a. entwickelte er mit Joachim Seifert das standardisierte Wohnhochhaus WHH GT 18 (Typ Berlin). Er leitete die städtebauliche Planung der nach der deutschen Wiedervereinigung abgerissenen Großgaststätte Ahornblatt, war Generalprojektant des Wohngebiets Ernst-Thälmann-Park und Chefarchitekt des Wohnquartiers an der Wilhelmstraße. Außerdem war er u. a. an den Projekten für die Wohngebiete Fischerinsel, Friedrichsfelde Ost, Heinrich-Heine-Viertel, Holzmarktstraße, Wohngebiet am Tierpark und Salvator-Allende-Viertel Köpenick beteiligt. Ab 1980 hatte er die Leitung des Aufbaus der Großsiedlung Marzahn.
Dabei war er im Sinne des Bauhauses stets um hohe Funktionalität und kostengünstiges Bauen bemüht.
Stingl war bis 1990 Mitglied des Bunds der Architekten der DDR (BdA) und des Verbands Bildender Künstler der DDR. Ab 1975 war er Vorsitzender der Bezirksgruppe Berlin und ab 1982 Vizepräsident des BdA. 1986 erhielt er den Nationalpreis der DDR. 1987/1988 war er auf der X. Kunstausstellung der DDR in Dresden vertreten.
Im Zuge der deutschen Wiedervereinigung verlor Stingl seine Arbeit, und er arbeitete dann bis zum Ruhestand 1995 in Berlin als freischaffender Architekt. Er erhielt keine Aufträge, die seinen Möglichkeiten entsprachen, und realisierte insbesondere Einfamilienhäuser in Berlin-Rudow.